# Хот-вайфінг

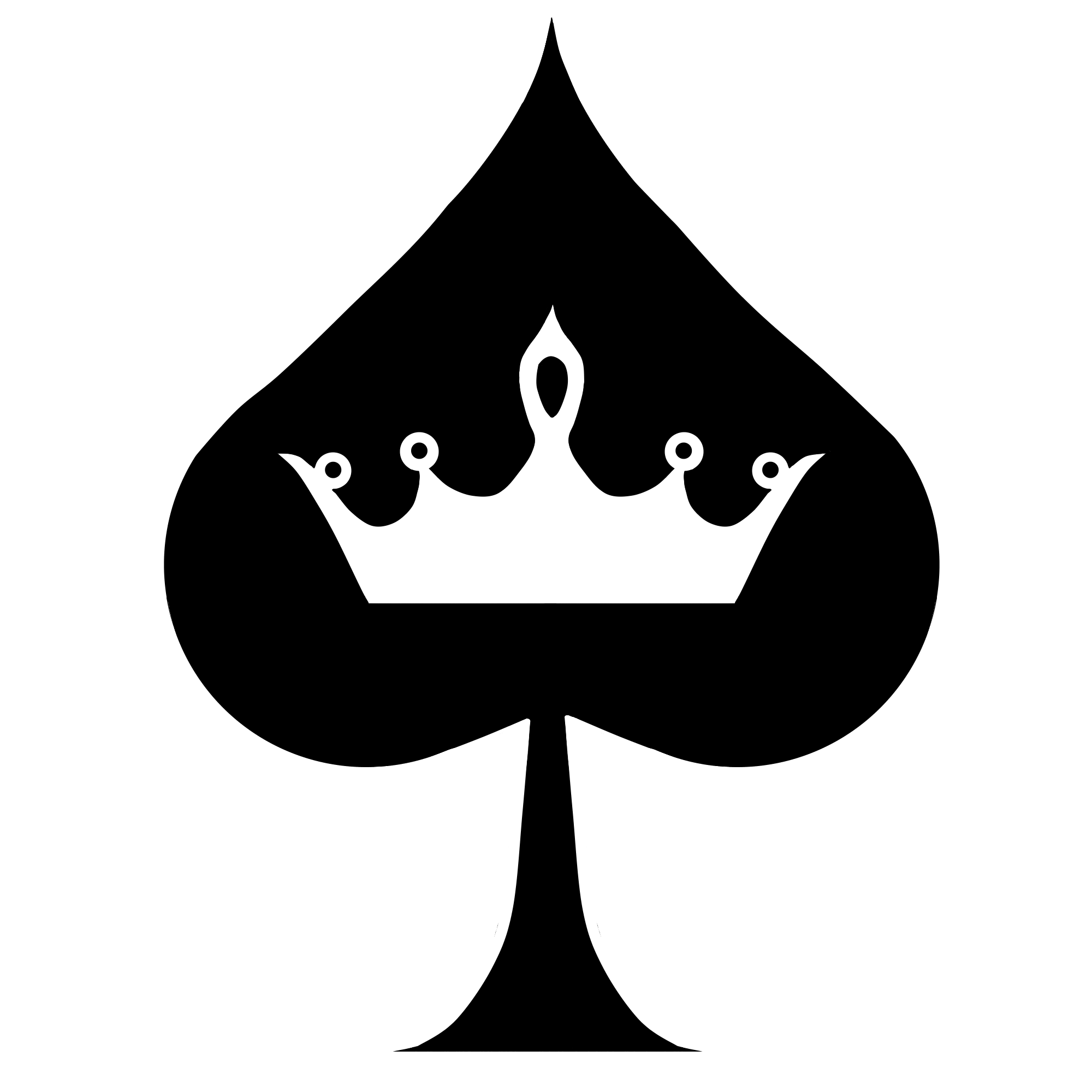
Символ, що визначає хот-вайф (використовується у ювелірних прикрасах)

Хот-вайфінг (англ. hotwifing) — це сексуальна практика серед деяких подружніх пар, яка полягає у тому, що дружина вступає у сексуальні стосунки з іншими чоловіками за згодою та підтримки свого чоловіка, який зазвичай залишається вірним своїй дружині.
Це відрізняється від куколдингу, де чоловік не є суб'єктом. Хот-вайфінг не передбачає приниження жодного з учасників.
Термін «хот-вайф» (англ. hotwife) походить від словосполучення hot wife (приваблива дружина), і часто вживається в контекстах, де чоловік отримує сексуальне задоволення від ідеї або реальності того, що його дружина є сексуально бажаною іншими чоловіками.

## Характеристика
Хот-вайфінг являє собою форму консенсуальної немоногамії, в якій двоє партнерів узгоджуються щодо зовнішніх сексуальних відносин тільки з одного боку — з боку дружини. Відрізняється від зради тим, що існує повна прозорість і схвалення такої поведінки зі сторони чоловіка.
Існує певна сексуальна практика "секс-вайф", що має схожі ознаки із терміном "хот-вайф". Лаура Файнгольд, дослідниця сексуальних практик, вказує на те, що порівняльний аналіз між концепціями "секс-вайф" і "хот-вайф" розкриває важливі різниці в організації відносин і розподілі ролей між партнерами.
У випадку "секс-вайф" жінка виявляє сильний вплив та самостійність у вирішенні питань стосунків, включаючи ініціювання знайомств та можливу зміну партнерів. Чоловік може бути пасивним спостерігачем або брати участь, проте його основне задоволення полягає у сприйнятті фото/відеозвітів "невірності" дружини.
Натомість, "хот-вайф" характеризується активнішою роллю чоловіка у контролі та організації подій. Чоловік має повний контроль, навіть якщо його дружина виходить на побачення без його участі. У цьому випадку, жінка-хот-вайф є об'єктом пишання для чоловіка, що виявляється у довірі та пишанні перед іншими чоловіками. Таким чином, хоча обидва підходи відображають відкритість у відносинах, вони різняться за ступенем контролю та активності обох сторін.

## Сексуальна ідентичність та представлення
У більшості випадків чоловік, який практикує хот-вайфінг, ідентифікує себе як «стаг» (англ. stag), гордий та задоволений сексуальною привабливістю та активністю своєї дружини. Він може бути присутнім під час сексуальних дій дружини з іншими чоловіками або отримувати задоволення від розповідей про ці зустрічі. Для деяких чоловіків елемент ментального уявлення про сексуальні пригоди партнерки є основним джерелом збудження.

## Соціальна перспектива та критика
Хот-вайфінг може бути в обох кінцях спектра суспільного схвалення. У деяких культурах та суспільствах він може бути вважається неприйнятним або навіть табуйованим через традиційні уявлення про моногамію та подружню вірність. Проте, у більш відкритих та ліберальних суспільствах ця практика може розглядатися як форма сексуальної свободи та особистої автономії.

## Правові та культурні аспекти
Хот-вайфінг розглядається в контексті легальних та етичних рамок тієї чи іншої культури. У деяких юрисдикціях подібні практики можуть впливати на розгляд подружніх питань у випадку розлучення або спадкування.

## Історична перспектива
Хоча термін «хот-вайф» став більш вживаним у ХХІ столітті завдяки онлайн-спільнотам та сексуальній революції, практика дозволяння дружині мати сексуальні стосунки з іншими чоловіками за згодою чоловіка існувала в різних формах в історії багатьох культур.